# Zimmermann
Zimmermann (nemško za tesar) je priimek naslednjih oseb:
- Dominikus Zimmermann (1685–1766), nemški arhitekt in štukater
- Edith Zimmermann (* 1941), avstrijska alpska smučarka
- Heidi Zimmermann (* 1946), avstrijska alpska smučarka
- Ignac Franc Zimmermann (1777–1843), avstrijski škof
- Jordan Zimmermann (* 1986), ameriški bejzbolist
- Rainer Zimmermann (* 1942), nemški rokometaš